# Croix de cimetière de Bain-de-Bretagne
La croix de cimetière de Bain-de-Bretagne est une croix monumentale quadrilobée située dans le cimetière de Bain-de-Bretagne, dans le département français d'Ille-et-Vilaine, région Bretagne.

## Historique
La croix date du XVe siècle et fait l’objet d’un classement au titre des monuments historiques depuis le 28 janvier 1908.

## Description et architecture

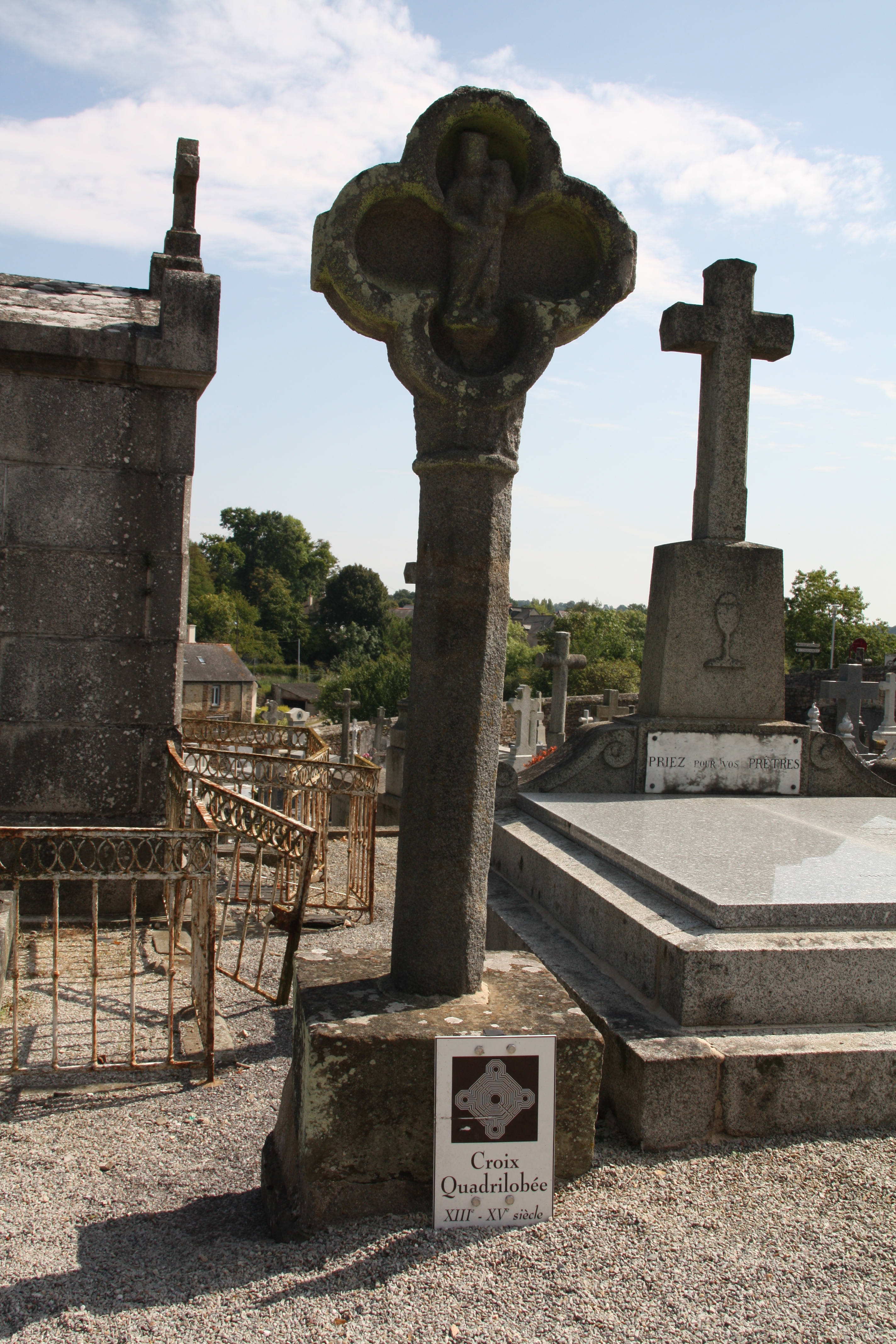
Vue générale de la croix.

Le haut de la croix est en forme de quadrilobe, avec d'un côté le Christ en croix entre la Sainte Vierge et sainte Marie-Madeleine. L'autre côté représente la Vierge à l'Enfant.
Le socle originel a disparu, ainsi qu'une partie du fût. La croix est remontée sur un fût moderne, avec un socle carré.